# Espineta de Vogelkop
L'espineta de Vogelkop (Aethomyias rufescens) és una espècie d'ocell de la família dels acantízids (Acanthizidae) que habita la selva humida de les muntanyes Arfak i Tamrau i la península de Bomberai, a Nova Guinea occidental..